# Avelina Valladares
Avelina Valladares Núñez (Vilancosta, A Estrada, 23 d'octubre de 1825 - 17 de març de 1902) batejada com Andrea Avelina María Teresa Gabriela Valladares Núñez, va ser una escriptora espanyola, i una de les primeres dones que va publicar articles d'opinió en premsa escrita, i va emprar el gallec com a llengua d'alguns dels seus poemes. És germana del també escriptor Marcial Valladares Núñez.

## Trajectòria
Filla de José Dionisio Valladares Gómez, amb una considerable formació acadèmica a causa de la seva ascendència fidalga, Avelina Valladares va dedicar part de la seva vida a cura dels altres (sempre des de les seves profundes conviccions religioses), participant en la Junta Parroquial de Beneficència de la seva parròquia, Berres. En els períodes compresos entre 1840 i 1850, i 1864 i 1879, va dedicar la major part del seu temps a l'escriptura, realitzant durant aquests anys la major part de la seva obra literària.
Com a poeta establerta en el seu temps, les seves composicions tracten temes religiosos, amicals o de costums. No obstant això, el que més crida l'atenció dins de la seva producció literària, són els articles conservats, ja que aborden qüestions pràctiques com els cultius, fan denúncia social (Él ochavo milagroso critica algunes supersticions populars) o es dirigeixen a l'autoritat (en aquest cas eclesiàstica) per fer peticions d'interès general. És també digne de destacar el seu Diálogo entre un peregrino que se dirige a Compostela y un labriego, obra bilingüe amb clares característiques proclius a la dramatització (avui existeix una versió teatral feta per Xosé Lueiro Lemos).
En la seva memòria es va crear el Premi de poesia Avelina Valladares, convocat per l'ajuntament de A Estrada.